# Provincia dell'Equatore (antica provincia)
La provincia dell'Equatore (ufficialmente Province de l'Équateur, in francese) era una delle 11 province della Repubblica Democratica del Congo. In base alla Costituzione del 2006, è stata divisa in più province.

## Geografia fisica
La provincia era situata nella parte nord-occidentale del paese e confinava a nord con la Repubblica Centrafricana, a sud-ovest con la provincia di Bandundu, a sud-est con le province di Kasai-Occidental e Kasai-Oriental, a ovest con la Repubblica del Congo, a est con la Provincia Orientale.

## Suddivisione prevista con la nuova costituzione
La nuova costituzione, approvata nel  2006, ha previsto che la provincia venga suddivisa in 5 nuove province: 
- Équateur con capoluogo Mbandaka
- Mongala con capoluogo Lisala
- Nord-Ubangi con capoluogo Gbadolite
- Sud-Ubangi con capoluogo Gemena
- Tshuapa con capoluogo Boende

Tale suddivisione è entrata in vigore nel 2015.